# Jackson Quiñónez
Jackson Quiñónez Vernaza (1980. június 12. –) ecuadori születésű spanyol atléta, gátfutó.

## Pályafutása
2005 októberéig szülőhazája, Ecuador színeiben versenyzett. A dél-amerikai ország sportolójaként indult az athéni olimpiai játékokon, valamint a 2003-as és a 2005-ös világbajnokságon.
Ezt követően választott hazáját, Spanyolországot képviselte nemzetközi bajnokságokon. 2006-ban spanyol bajnok lett 60 méteres gátfutásban fedettpályán. Egy évvel később, a birminghami fedett pályás Európa-bajnokságon bronzérmet szerzett 60 méter gáton.
Pekingben döntőig jutott 110 méter gáton, amit végül a nyolcadik helyen zárt. Ugyanezen távon egy évvel később aranyérmet szerzett a mediterrán játékokon.
Jelenleg négy élő nemzeti rekordja van. 60 és 110 méter gáton a spanyol, valamint az ecuadori csúcs birtokosa.

## Egyéni legjobbjai
- 60 méteres gátfutás - 7,52 s (2008)
- 100 méteres síkfutás - 10,52 s (2000)
- 110 méteres gátfutás - 13,33 s (2007)
- 200 méteres síkfutás - 21,41 s (2000)
- Magasugrás - (szabadtér) 2,20 méter (2001)
- Magasugrás - (fedett) 2,10 méter (2002)